# Rossig sjakohoen
De rossig sjakohoen (Penelope ochrogaster) is een vogel uit de familie sjakohoenders en hokko's (Cracidae). De wetenschappelijke naam van de soort is voor het eerst geldig gepubliceerd in 1870 door Pelzeln.

## Voorkomen
De soort komt voor in het midden van Brazilië.

## Beschermingsstatus
Op de Rode Lijst van de IUCN heeft de soort de status kwetsbaar.